# P. Schuyler Miller

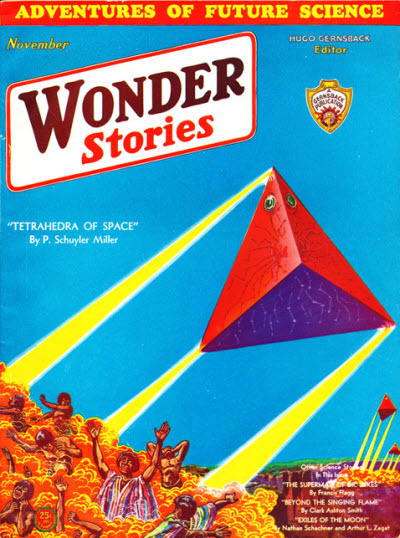
Il racconto lungo di Miller I tetraedri dello spazio (Tetrahedra of Space) fu la storia di copertina del numero di novembre 1931 di Wonder Stories

Peter Schuyler Miller (Troy, 21 febbraio 1912 – Isola di Blennerhassett, 13 ottobre 1974) è stato un autore di fantascienza statunitense.

## Biografia
Interessato alle culture precolombiane, fu membro della New York State Archaeological Association, ma la sua preparazione scientifica gli permise anche, negli anni quaranta, di lavorare presso la General Electric come scrittore tecnico.
Negli anni in cui nasceva sulle riviste pulp la moderna fantascienza, Schuyler Miller scrisse storie ancora oggi significative: tra queste il racconto lungo I tetraedri dello spazio (Tetrahedra of Space, 1931) e i romanzi Il Titano (The Titan, 1934, edizione definitiva in volume del 1952), Oltre il fiume (1939), originale horror narrato dal punto di vista di un vampiro, e Gorilla Sapiens (Genus Homo, 1941), scritto con L. Sprague de Camp.
Recensore per Astounding negli anni cinquanta, fu il primo (1957) ad utilizzare l'espressione hard science fiction.

## Opere

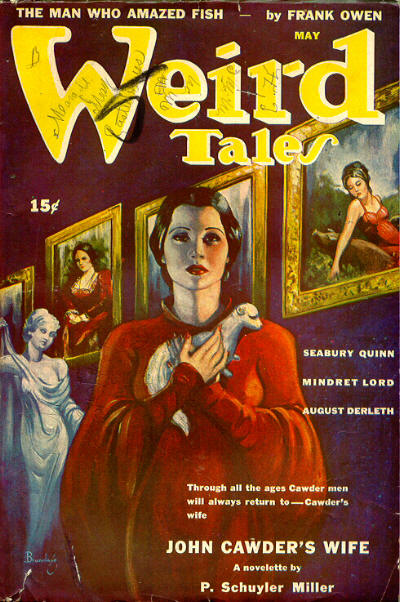
Il racconto lungo di Miller John Cawder's Wife fu la storia di copertina del numero di maggio 1943 di Weird Tales.
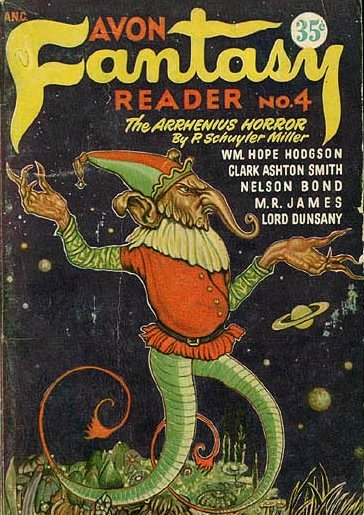
Copertina della rivista di narrativa fantastica Avon Fantasy Reader n. 4 (1947) con la ristampa di The Horror Arrhenius di P. Schuyler Miller.